# Robert Patterson
Pour les articles homonymes, voir Patterson.
Robert Patterson (12 janvier 1792 à Cappagh, comté de Tyrone, Irlande – 7 août 1881 à Philadelphie) était un immigrant irlandais, homme d'affaires, politicien et soldat américain qui s'illustra lors de trois guerres, celle de 1812, puis la guerre américano-mexicaine et enfin la guerre de Sécession où il se vit confier le commandement de l'Armée de la Shenandoah.